# 菊池誠 (大阪大学)
菊池 誠（きくち まこと、1958年 - ）は、日本の物理学者。専門は、統計力学・生物物理学・計算物理学。学位は、理学博士（東北大学・1986年）（学位論文「モンテカルロ法による臨界現象の研究」）。大阪大学大学院理学研究科物理学専攻及び同大学サイバーメディアセンター招聘教授。「ニセ科学フォーラム」実行委員。と学会会員。日本SF作家クラブ会員。宇宙作家クラブ会員。大阪大学名誉教授。
京都府生まれ、青森県弘前市育ち。

## 略歴
京都府に生まれ、青森県弘前市で育つ。
学生時代からSFファンで、「仙台SFクラブ」「ESIF」「THATTA友の会」「BAMU」「科学魔界」など、多くのSFファングループに参加。
SFの翻訳に、フィリップ・K・ディック『ニックとグリマング』などがある。また、木口まこと名義で『SFマガジン』などでルーディ・ラッカーの短編などの翻訳を行っている。また、2008年に開催された日本SF大会「DAICON7」では顧問をつとめた。
また、疑似科学、オカルトやスピリチュアルなどの社会的な問題点を指摘している。
なお、2010年4月に自身のTwitterにおいて、「百科事典の項目としては無意味」、2015年3月に「wikipediaの僕の項目は全部消してもらいたい」、2022年3月に「Wikipediaの僕の項目は全削除を要求したい 」と、複数回本項の削除を要望する発信をしている。
プログレッシブ・ロック、ブリティッシュ・ハードロックなどを愛好し、セミプロテルミン奏者。児嶋佐織と「and_more..」というユニットを結成してライブ活動も行っている。
2011年、『科学と神秘のあいだ』で第42回星雲賞ノンフィクション部門の候補となる。
2023年、日経「星新一賞」一般部門優秀賞を受賞（受賞作品：木口まこと（きくち・まこと）「おじいちゃんの樹」）。

## 履歴
- 青森県立弘前高等学校、東北大学理学部物理学科卒業。
- 1986年東北大学大学院理学研究科物理学専攻博士修了、理学博士（1986年） 論文名は「モンテカルロ法による臨界現象の研究」[8]
- 1987年文部教官採用、大阪大学理学部物理学科助手
- 1991年マックス・プランク研究所研究員（ヨハネス・グーテンベルク大学マインツ）
- 1993年大阪大学理学部物理学科助教授、1996年大阪大学大学院理学研究科助教授（改組）、1999年教授昇格を経て、2000年より大阪大学サイバーメディアセンター大規模計算科学研究部門教授、大阪大学大学院理学研究科物理学専攻学際計算物理学グループ教授、大阪大学理学部物理学科教授[9][10][11]。
- 2024年定年退職[12]。

## 批判
日本原子力研究開発機構J-PARCセンター研究副主幹（当時は研究副主任）の井田真人は、原子放射線の影響に関する国連科学委員会（UNSCEAR）の報告書の明らかな誤読・曲解例として、菊池誠のTwitterを挙げており、完全に誤読していると指摘している。菊池誠は、2018年8月4日のTwitterで「最大でも50ミリシーベルト程度」と書いたり、8月7日では「甲状腺癌は増えません」と書いている。2013年の報告書は75ページで「推定では、強制避難区域で地域平均で最大80mGy、避難区域外で地域平均最大50mGv」、253ページでは「推定では、その平均の2-3倍の被ばく量の人もいる」としているため菊池は平均値を最大値だと誤解しており、「チェルノブイリのような多数の甲状せんがんの発生は考慮しなくていい」とチェルノブイリ並みの多数の発生が否定されているだけである。「研究者、教育者として大事な何かを忘れ始めているのではないだろうか」とコメントされている。

## 家族
- 父方の曽祖父の菊池楯衛（1846年 - 1918年）は元弘前藩士の果樹園芸家で、りんごの苗木を繁殖・供給して青森県におけるりんご産業の基礎を築き、「青森りんごの始祖」と呼ばれる[14][15][16]。弘前城跡（現在の弘前公園）で最古のソメイヨシノは、楯衛が1882年に寄贈したものである[17][18]。
- 園芸学者の菊池秋雄は楯衛の長男[19]。

## 著書

### 単著
- 『科学と神秘のあいだ』筑摩書房〈双書zero〉、2010年3月。ISBN 978-4-480-86072-9。

### 共著
- 香山リカ『信じぬ者は救われる』かもがわ出版、2008年3月。ISBN 978-4-7803-0155-7。
- 渋谷研究所X『おかしな科学--みんながはまる、いい話コワい話』楽工社、2009年7月。ISBN 978-4-903063-33-1。
- 松永和紀、伊勢田哲治、平川秀幸、片瀬久美子『もうダマされないための「科学」講義』光文社（光文社新書）、2011年9月。ISBN 978-4334036447
- 小峰公子、おかざき真里（イラスト）『いちから聞きたい放射線のほんとう： いま知っておきたい22の話』筑摩書房、2014年3月、ISBN 978-4480860798
- 宋美玄、姜昌勲、NATROMほか『各分野の専門家が伝える 子どもを守るために知っておきたいこと』メタモル出版、2016年7月、ISBN 978-4895958981
- 髙野徹、緑川早苗、大津留晶、菊池誠、児玉一八 共著『福島の甲状腺検査と過剰診断 子どもたちのために何ができるか』あけび書房 2021年8月

### 訳書
- フィリップ・K・ディック『ニックとグリマング』筑摩書房、1991年8月。ISBN 4-480-83117-7。
- フィリップ・K・ディック『メアリと巨人』細美遥子と共訳、筑摩書房、1992年12月。ISBN 4-480-83133-9。

### 監修
- ミチオ・カク『アインシュタイン--よじれた宇宙の遺産』槙原凛訳、WAVE出版、2007年7月。ISBN 978-4-87290-290-7。

### 日本語版編集委員
- ロバート・Ｔ・キャロル『懐疑論者の事典』 上、小久保温・高橋信夫・長沢裕・福岡洋一訳、楽工社、2008年10月。ISBN 978-4-903063-12-6。
- ロバート・Ｔ・キャロル『懐疑論者の事典』 下、小久保温・高橋信夫・長沢裕・福岡洋一訳、楽工社、2008年10月。ISBN 978-4-903063-13-3。
  - 日本語版編集委員：小内亨、菊池聡、菊池誠、高橋昌一郎、皆神龍太郎

### その他
- 鈴木みそ『僕と日本が震えた日』 (リュウコミックス) 本人役として出演。

## 論文
- 国立情報学研究所収録論文 - 国立情報学研究所